# Георг Албрехт I фон Ербах
Георг Албрехт I фон Ербах (на немски: Georg Albrecht I fon Erbach; * 16 декември 1597 в Ербах; † 25 ноември 1647 в Ербах) е от 1606 г. граф на Ербах-Ербах, Шьонберг и Зеехайм, на Райхенберг 1623 г., на Фюрстенау 1627 г., и 1643 г. на цялата собственост.
Той е син на граф Георг III фон Ербах (1548 – 1605) и четвъртата му съпруга Мария фон Барби-Мюлинген (1563 – 1619), дъщеря на Албрехт X фон Барби-Мюлинген (1534 – 1588) и Мария фон Анхалт-Цербст (1538 – 1563), вдовица на граф Йосиас фон Валдек-Айзенберг. По майчина линия е полубрат на Кристиан фон Валдек-Вилдунген (1585 – 1637).
След смъртта на баща му територията е поделена между синовете му. Георг Албрехт I през 1606 г. наследява Шьонберг и Зеехайм. Полубрат е по бащина линия на Фридрих Магнус (1575 – 1618), 1606 г. наследява Фюрстенау и Райхенберг, на Лудвиг I (1579 – 1643), наследява части от Ербах и Фрайенщайн, и на Йохан Казимир (1584 – 1627), наследява Ербах, Бройберг и Вилденщайн.
През 1617 г. той е пленен от пирати в Тунис, но успява да се освободи. През 1623 г. след смъртта на най-големия му полубтрат Фридрих Магнус той получава неговата територия, през 1627 г. и територията на полубрат му Йохан Казимир и резидира във Фюрстенау.
Георг Албехт I умира в Ербах на 49 години и е погребан в Михелщат.

## Фамилия
Георг Албрехт I се жени в Ербах на 29 май 1624 г. за графиня Магдалена фон Насау-Диленбург (* 13 ноември 1595; † 31 юли 1633), дъщеря на граф Йохан VI фон Насау-Катценелнбоген-Диц и третата му съпруга Йоханета фон Сайн-Витгенщайн.
Те имат шест деца:
- Ернст Лудвиг Албрехт (* 6 октомври 1626; † 10 май 1627)
- Луиза Албертина (* 5 октомври 1628; † 20 октомври 1645)
- Георг Ернст (* 7 октомври 1629; † 25 август 1669), граф на Ербах-Вилденщайн, женен във Фюрстенау на 22 ноември 1656 г. за графиня Шарлота Кристина фон Хоенлое-Шилингсфюрст (1625 – 1677), дъщеря на граф Георг Фридрих II фон Хоенлое-Шилингсфюрст (1595 – 1635) и съпругата му Доротея София фон Золмс-Хоензолмс (1595 – 1660)
- Мария Шарлота (* 24 март 1631; † 8 юни 1693), омъжена на 15 юни 1650 г. във Вехтерсбах за граф Йохан Ернст фон Изенбург-Бюдинген (1625 – 1673)
- Анна Филипина (* 15 юли 1632; † 16 март 1633)
- мъртвороден син (31 юли 1633)

Георг Албрехт I се жени втори път на 23 февруари 1634 г. за Анна Доротея Шенкин фон Лимпург-Гайлдорф (* 1612; † 23 юни 1634), дъщеря на Албрехт III Шенк фон Лимпург (1568 - 1619) и съпругата му фрайин Емилия фон Рогендорф († 1650). Те нямат деца.
Георг Албрехт I се жени трети път 26 юли 1635 г. във Франкфурт на Майн за графиня Елизабет Доротея фон Хоенлое-Шилингсфюрст (* 27 август 1617; † 12 ноември 1655), дъщеря на граф Георг Фридрих II фон Хоенлое-Шилингсфюрст (1595 – 1635) и съпругата му графиня Доротея София фон Золмс-Хоензолмс (1617 – 1655). Те имат девет деца: 
- Георг Фридрих (1636 – 1653), граф на Ербах-Бройберг
- Вилхелм Лудвиг (*/† 7 декември 1637).
- София Елизабет (1640 – 1641)
- Юлиана Кристина Елизабет (1641 – 1692), омъжена на 12 декември 1660 г. за граф Салентин Ернст фон Мандершайд-Бланкенхайм (1630 – 1705)
- Георг Лудвиг I (1643 – 1693), граф на Ербах-Ербах, женен за графиня Амалия Катарина фон Валдек-Айзенберг (1640 – 1697), дъщеря на граф Филип Теодор фон Валдек-Айзенберг и графиня Мария Магдалена фон Насау-Зиген
- Георг Албрехт (1644 – 1645)
- Мауриция Сузана (1645)
- Георг IV (1646 – 1678), граф на Ербах-Фюрстенау, женен на 22 август 1671 г. за Луиза Анна (1653 – 1714), дъщеря на княз Георг Фридрих фон Валдек-Айзенберг и Елизабет Шарлота фон Насау-Зиген в Хилхенбах
- Георг Албрехт II (1648 – 1717), граф на Ербах-Фюрстенау, женен на 3 ноември 1671 г. за Анна Доротея Кристина фон Хоенлое-Валденбург (1656 – 1724), дъщеря на граф Филип Готфрид фон Хоенлое-Валденбург и съпругата му Анна Кристиана Шенкин фон Лимпург-Зонтхайм.